# Niklas Bäckström (zawodnik MMA)
Niklas Bäckström (ur. 22 sierpnia 1989 w Luleå) – szwedzki zawodnik mieszanych sztuk walki (MMA) walczący w kategorii piórkowej i lekkiej. Były zawodnik takich organizacji jak: ACA, Cage Warriors, KSW, UFC. 

## Osiągnięcia

### Submission fighting
- 2008: 3 miejsce w Västerås Cup 4 Open Weight BJJ Tournament[5]
- 2010: 3 miejsce w turnieju Swedish National Submission Wrestling  w wadze lekkiej[6]
- 2012: 1 miejsce w turnieju Swedish National Submission Wrestling  w wadze lekkiej[7]

## Lista zawodowych walk w MMA
| Wynik     | Bilans   | Przeciwnik (bilans przed walką) | Rozstrzygnięcie                   | Runda | Czas | Rozgrywki                                       | Data       | Miejsce   | Uwagi                                    |
| --------- | -------- | ------------------------------- | --------------------------------- | ----- | ---- | ----------------------------------------------- | ---------- | --------- | ---------------------------------------- |
| Przegrana | 11-4 (1) | Sebastian Rajewski (11-6)       | Decyzja (jednogłośna)             | 3     | 5:00 | KSW 66: Ziółkowski vs. Mańkowski                | 15.01.2022 | Szczecin  | Debiut w KSW. Pojedynek w wadze lekkiej. |
| Przegrana | 11-3 (1) | Andrew Fisher (15-8-1)          | Decyzja (jednogłośna)             | 3     | 5:00 | ACB 65                                          | 22.07.2017 | Sheffield | Debiut w ACA.                            |
| Wygrana   | 11-2 (1) | Joni Salovaara (16-8)           | Decyzja (jednogłośna)             | 3     | 5:00 | Cage 37: Bäckström vs. Salovaara                | 26.11.2016 | Helsinki  | Main Event.                              |
| Wygrana   | 10-2 (1) | Danijel Kokora (7-7)            | Poddanie (duszenie zza pleców)    | 1     | N/A  | Scandinavian Fight Nights 1                     | 04.06.2016 | Solna     | Pojedynek w wadze lekkiej.               |
| Wygrana   | 9-2 (1)  | Georgi Stoyanov (19-9)          | Poddanie (duszenie zza pleców)    | 1     | 4:15 | Battle of Botnia 2015                           | 28.11.2015 | Umeå      |                                          |
| Przegrana | 8-2 (1)  | Noad Lahat (8-1)                | Decyzja (niejednogłośna)          | 3     | 5:00 | UFC Fight Night: Jędrzejczyk vs. Penne          | 20.06.2015 | Berlin    |                                          |
| Przegrana | 8-1 (1)  | Mike Wilkinson (8-1)            | KO (ciosy pięściami)              | 1     | 1:19 | UFC Fight Night: Nelson vs. Story               | 04.10.2014 | Sztokholm |                                          |
| Wygrana   | 8-0 (1)  | Tom Niinimäki (21-5-1)          | Poddanie (duszenie bulldog)       | 1     | 4:15 | UFC Fight Night: Munoz vs. Mousasi              | 31.05.2014 | Berlin    | Debiut w UFC. Bonus za występ wieczoru.  |
| Wygrana   | 7-0 (1)  | Max Coga (9-1                   | TKO (kopnięcia i ciosy pięściami) | 1     | 0:15 | Europa MMA: Coga vs. Backstrom                  | 22.03.2014 | Brentwood | Main Event.                              |
| Wygrana   | 6-0 (1)  | Jaakko Vayrynen (6-3)           | TKO (kolana i ciosy pięściami)    | 2     | 0:58 | Lappeenranta Fight Night 9                      | 19.10.2013 | Kuopio    |                                          |
| Wygrana   | 5-0 (1)  | Thomas Hytten (9-8-1)           | TKO (ciosy pięściami)             | 2     | N/A  | Vision FC Fight Night 1                         | 05.05.2012 | Karlstad  |                                          |
| Wygrana   | 4-0 (1)  | Sergej Grečicho (11-4-1)        | Decyzja (jednogłośna)             | 3     | 5:00 | Botnia Punishment 11 - Kankaanpaa vs. Yamaguchi | 23.03.2012 | Seinäjoki |                                          |
| Wygrana   | 3-0 (1)  | Adam Edwards (3-1)              | Decyzja (jednogłośna)             | 3     | 5:00 | Cage Warriors 41                                | 24.04.2011 | Londyn    | Debiut w Cage Warriors.                  |
| Nieodbyta | 2-0 (1)  | Elias Kunnas (2-1-1)            | No Contest                        | 1     | N/A  | Artic Fight 3                                   | 19.03.2011 | Rovaniemi | Pojedynek uznany za nieodbyty.           |
| Wygrana   | 2-0      | Simon Skold (0-0)               | TKO (ciosy pięściami)             | 3     | 3:23 | Superior Challenge 6                            | 29.10.2010 | Sztokholm |                                          |
| Wygrana   | 1-0      | Gabriel Mboge Nesje (0-0)       | Poddanie (duszenie zza pleców)    | 1     | 2:30 | Superior Challenge 4                            | 31.10.2009 | Sztokholm | Debiut w zawodowym MMA.                  |